# IC 592
IC 592 је спирална галаксија у сазвјежђу Секстант која се налази на листи објеката дубоког неба у Индекс каталогу.
Деклинација објекта је - 2° 29' 56" а ректасцензија 10h 7m 58,7s. Привидна величина (магнитуда) објекта IC 592 износи 13,3 а фотографска магнитуда 14,1. IC 592 је још познат и под ознакама UGC 5465, MCG 0-26-20, CGCG 8-45, IRAS 10047+1231, PGC 29465.